# Cheiracanthium tenue
Cheiracanthium tenue là một loài nhện trong họ Miturgidae.
Loài này thuộc chi Cheiracanthium. Cheiracanthium tenue được Ludwig Carl Christian Koch miêu tả năm 1873.